# Бычок-рыжик
Бычок-рыжик (лат. Ponticola eurycephalus) — вид лучепёрых рыб из семейства бычковых.

## Описание
Наибольшая длина тела 20 см, по другим данным 24 см. Тело удлиненное, не слишком высокое, несколько сжатое с боков. Голова относительно короткая, её высота меньше ширины. Рот большой. Рыло сверху совсем или не совсем уплощенное. Верхняя губа расширяется назад к самим или не до самых концов. Нижняя челюсть заканчивается ниже уровня передней четверти глаза. Хвостовой стебель сильно сжато с боков. Брюшной диск относительно большой, но не достигает анального отверстия. Плавательный пузырь у взрослых отсутствует. Общий фон окраски охристо-буроватый с буроватыми неправильной формы пятнами на боках или рыжевато-буроватый с мелкими пятнами; вдоль края второго спинного плавника светлая кайма.

## Ареал
Чёрное и Азовское моря.
Встречается вдоль черноморского побережья северо-западной части Чёрного моря от Дуная до Днепра, вероятно и к берегам Крыма (Карадаг), а также в Керченском проливе и в Азовском море (Казантип, Молочный лиман, Бердянская коса и т. д.). Изредка заходит в пресноводную зону.

## Биология
Морская донная жилая рыба прибрежной зоны, которая предпочитает открытые участки и места с большими камнями и скалами, не избегает песчаных и гравийных грунтов при условии наличия там отдельных камней или скал. Половой зрелости достигает в возрасте двух лет. Размножение вероятно в апреле-мае. Плодовитость самок длиной 10-13,5 см составляла 212—658 икринок. Нерест порционный, проходит вблизи берегов на глубинах от 0,3-2 м до 10 м среди больших камней. Питается преимущественно ракообразными, а также моллюсками, червями, личинками насекомых и мелкой рыбой.